# Митосомы
Митосомы — органеллы, найденные у некоторых одноклеточных эукариотических организмов. Так как они были открыты относительно недавно, их функция до конца не выяснена. Первоначально для их обозначения был предложен термин «криптон», но он не прижился.
В отличие от митохондрий, в митосомах нет ДНК. Все гены митосомальных белков содержатся в ядре. В ранних исследованиях сообщалось о наличии ДНК в этих органеллах, однако дальнейшие исследования это опровергли.
Митосомы найдены только у анаэробных или микроаэрофильных организмов, у которых нет митохондрий. Эти организмы неспособны получать энергию путём окислительного фосфорилирования, которое в норме происходит в митохондриях. Впервые они были описаны у Entamoeba histolytica, паразита кишечника человека.
Также они были обнаружены у некоторых видов Microsporidia и Giardia intestinalis.

## Происхождение
Полагают, что митосомы, скорее всего, произошли от митохондрий. Как и митохондрии, они окружены двойной мембраной, а большинство белков поступает в них из цитоплазмы при участии сигнальных пептидов. Их сигнальные пептиды схожи с теми, что используют митохондрии. Это было показано в ходе следующего эксперимента: в гене митосомального шаперонина CPN60 (который у многих эукариот находится в митохондриях) из генома Entamoeba histolytica N-терминальная сигнальная последовательность аминокислот была заменена на аналогичную последовательность из генома Trypanosoma cruzi, у которой этот белок доставляется в митохондрии. После этого мутантный штамм E. histolytica был отцентрифугирован, и было показано наличие белка CPN60 в митосомальной фракции. Это доказывает, что белки с митохондриальными сигнальными последовательностями могут транспортироваться в митосомы. Ряд белков, связанных с митосомами, оказались также связаны и с митохондриями, что было показано в ходе эксперимента, или с гидрогеносомами (которые, вероятно, также являются дегенерировавшими митохондриями).

## Функции
Согласно современным представлениям, митосомы, возможно, играют роль в создании связей Fe-S, поскольку в них не обнаружено ферментов, ответственных за обычные функции митохондрий (аэробное дыхание, синтез гема), но были обнаружены ферменты, отвечающие за биосинтез кластеров Fe-S (например, фратаксин, цистеиндесульфураза, Isu1 и митохондриальный белок Hsp70).